# Cool & Hot
Cool & Hot – kompilacja zawierająca największe przeboje czarnej muzyki na pograniczu hip-hopu, R’n’B i popu.

## Listy piosenek
1. Blu Cantrell feat. Sean Paul – Breathe
2. Beyoncé feat. Jay-Z – Crazy in Love
3. Outkast - Ms. Jackson
4. Fatman Scoop feat. The Crooklyn Clan - Be Faithful
5. Missy Elliott – Work It
6. Nas - I Can
7. Alicia Keys - Fallin’
8. R. Kelly - Ignition (Remix)
9. Janet Jackson - All For You
10. De La Soul feat. Chaka Khan - All Good?
11. Destiny’s Child – Survivor
12. Kelis - Milkshake
13. Eve feat. Gwen Stefani – Let Me Blow Your Mind
14. Wyclef Jean feat. Hope - Perfect Gentleman
15. Sean Paul – Get Busy
16. The Roots feat. Cody Chesnutt: The Seed (2.0)
17. Erykah Badu - Appletree
18. Kelly Rowland – Stole
19. Brandy & Monica - The Boy Is Mine